# Antarctique oriental

Antarctique oriental (à droite)

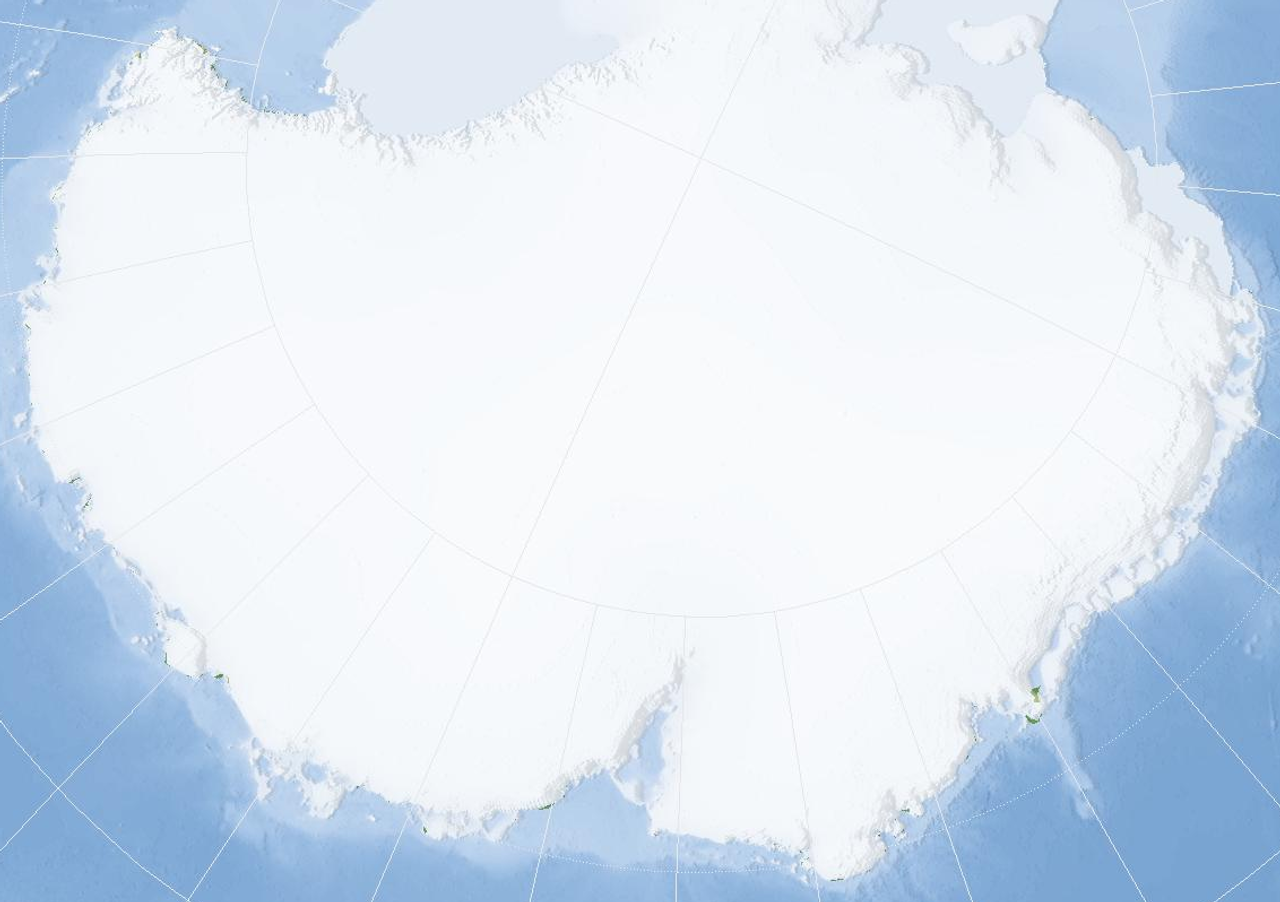
Antarctique oriental, vu de satellite

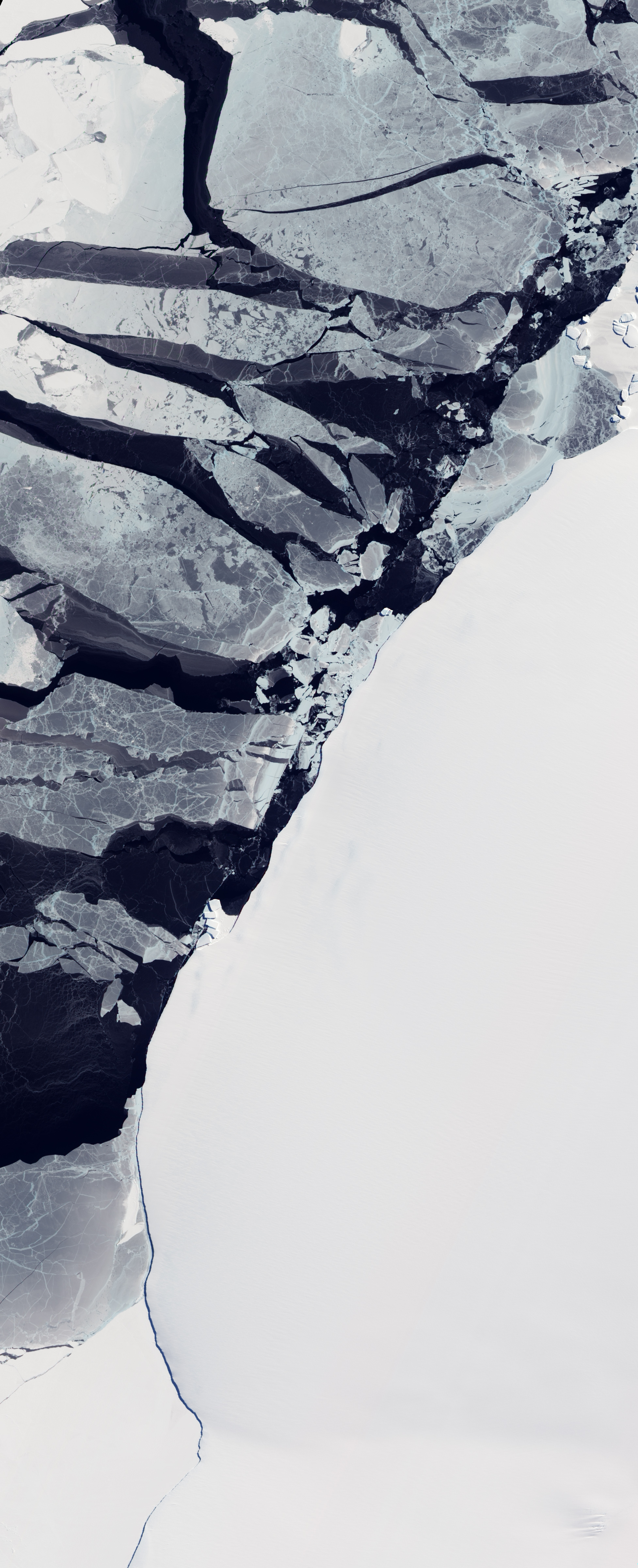
Banquise et icebergs sur le littoral Est de l'Antarctique

L'Antarctique oriental, aussi appelé Est Antarctique, (80° S, 80° E) est l'une des deux grandes régions de l'Antarctique. 
Elle s'étend côté océan Indien de la chaîne Transantarctique et comprend la terre de Coats, la terre de la Reine-Maud, la terre d'Enderby, la terre de Mac-Robertson, la terre de Wilkes et la terre Victoria.  

## Sémantique
Ce morceau de continent est en partie situé dans l'hémisphère Est (d'où son nom).

Cette appellation existe depuis plus de cent ans (Balch, 1902 ; Nordenskjold, 1905), mais son utilisation décisive s'est faite durant l'Année géophysique internationale (1957-1958) et les explorations révélant que la chaîne Transantarctique forme une séparation régionale entre l'Antarctique occidental et l'Antarctique oriental. L'appellation fut approuvée par le Advisory Committee on Antarctic Names (US-ACAN) en 1962.

## Fonte des glaces et glaciers
Durant les années 1990-2015, l'un des arguments des climatosceptiques était que l’Est de l’Antarctique semble très stable (à la différence d’une grande partie du flanc ouest du continent qui fondait rapidement). Ce n’est plus vrai.
Lors de la réunion bisannuelle de l'American Geophysical Union (10 décembre 2018) depuis 2010, plus les glaciologues observent de près l'Est du continent gelé, plus ils le voient aussi changer, et bien plus rapidement qu’on ne le pensait . Quatre glaciers de la région de la Baie de Vincennes (glaciers - Vanderford, Adams, Bond et Underwood) s'amincissent à un rythme anormalement rapide, près de l’  « East Antarctica’s awakening giant » (qui est une immense rivière de glace dite « Totten » dont le flux vers la mer s’était déjà nettement accéléré de 2001 à 2007, sans doute à cause d’une eau plus chaude pénétrant sous l’extrémité flottante du glacier, une eau qui l’amincit par le dessous (Li, X., Rignot, E., Mouginot, J. & Scheuchl, B. Geophys. Res. Lett. 43, 6366-6373 (2016).).
Ces glaciers semblent ainsi répondre au réchauffement de cette partie de l’océan jusqu’alors épargné par la montée en température ; cette tendance pourrait se poursuivre, voire encore accélérer explique Catherine Walker, (glaciologue au Goddard Space Flight Center de la NASA à Greenbelt, dans le Maryland, qui a piloté l’équipe chargée d’étudier ces glaciers). 

En effet ces glaciers et le géant Totten drainent là vers la mer un bassin de glace assez grand pour faire monter la mer de 9 mètres s’il devait fondre.
Pour la Nasa, les auteurs ont calculé la quantité de glace perdue ou gagnée  chaque mois par ces glaciers. Ils ont pu produire un modèle 3 de l’écoulement de glace dans la région, à partir de mesures faites par les satellites ICESat (NASA) de 2003 à 2009 et  Cryosat-2 (Agence spatiale européenne) et grâce à un projet ITS LIVE lancé en 2011.
Les 4 glaciers étudiés ont fondu dans les années 1990, se sont en partie reconstitué vers 2000, puis fondent à nouveau en 2010 pour atteindre vers 2017 une perte annuelle de 0,5 m/an d’épaisseur, soit bien plus que leur voisin Totten .
Il faut être prudent en Antarctique car d’une année sur l’autre la vitesse, force, hauteur et la direction des vents et la surface couverte de glace changent, en modifiant les températures de l’air (tantôt plus chaud, tantôt plus froid), mais  rien n’indique que la tendance cessera avant longtemps car les bouées océanographique et les mesures faites par des phoques équipés de capteurs enregistrant la température lors de leurs plongées profondes  montrent que l’eau se réchauffe depuis 2010, la date à laquelle les glaciers ont aussi commencé à accélérer. Si la tendance se poursuit des changements rapides sont à attendre dans l’est de l’Antarctique 

## Description
Cet immense territoire est presque complètement recouverte d'une épaisse couche de glace permanente. 
Une chaine de montagnes sous-glaciaire dite chaine Gamburtsev a une taille comparable à celle des Alpes européennes, au centre de l'Antarctique oriental. 
Elle pourrait avoir été le site de nucléation de la calotte glaciaire de l'Antarctique oriental (juste en dessous du Dôme A).

## Biodiversité

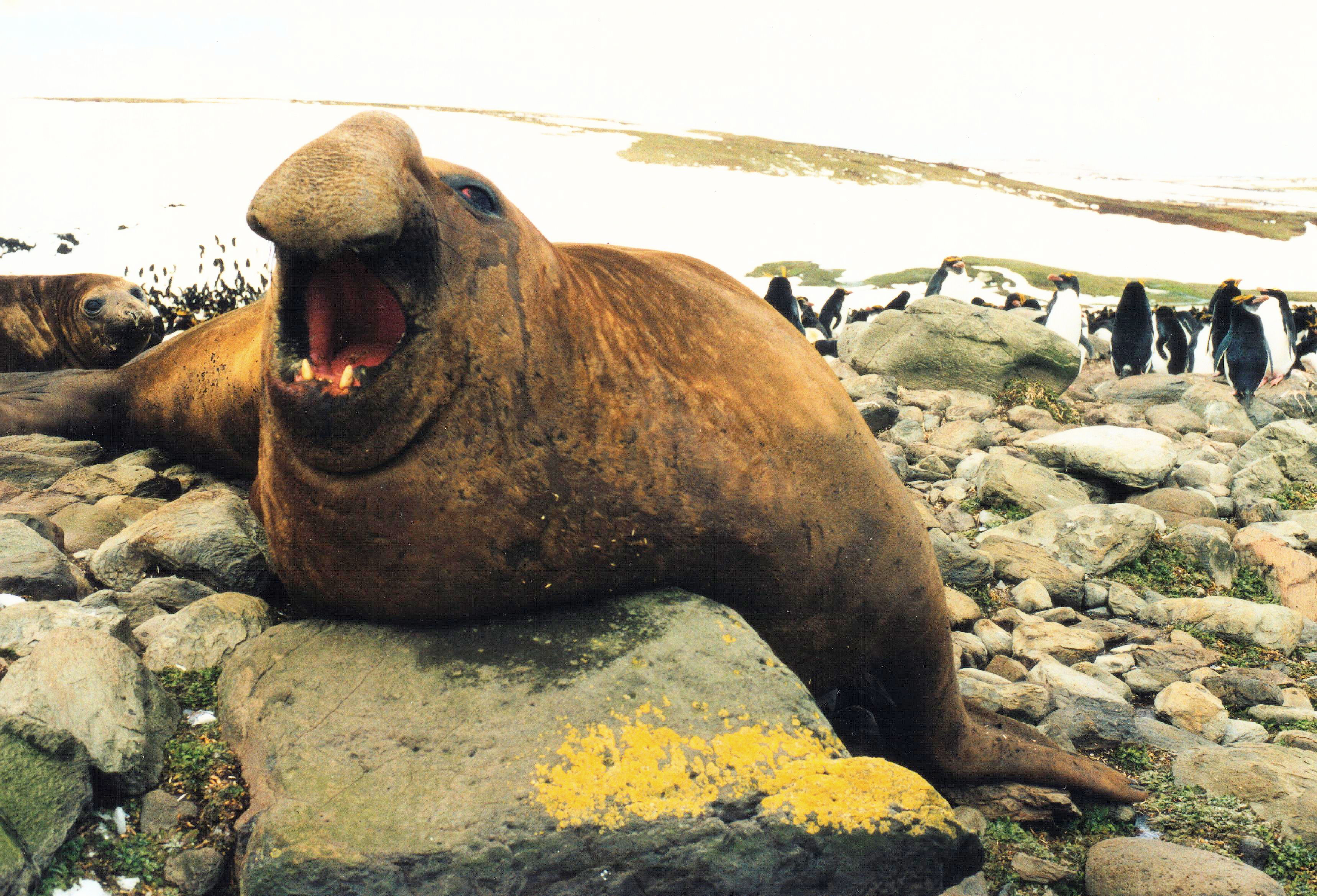
Mirounga leonina (mâle)

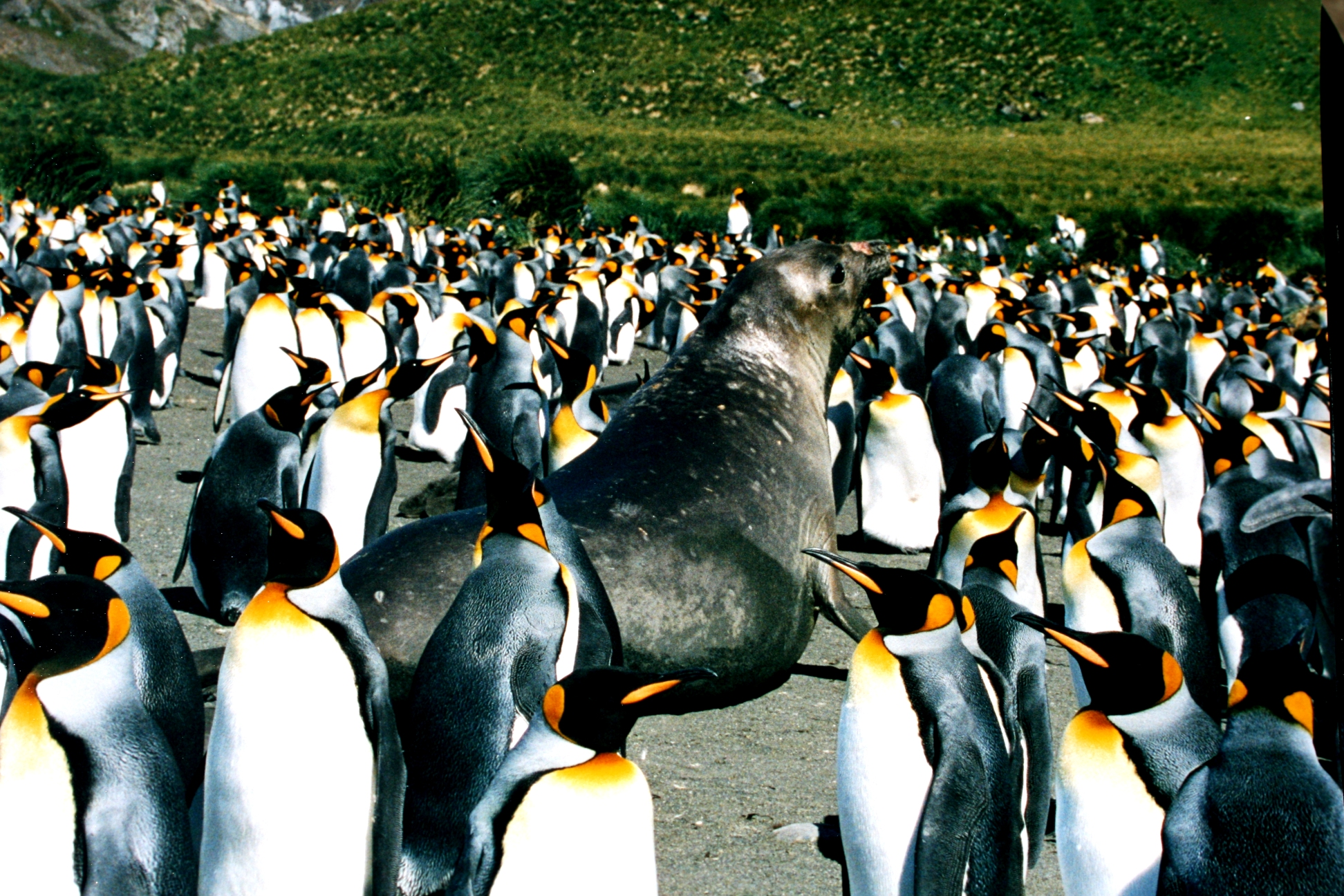
Manchots et éléphant de mer

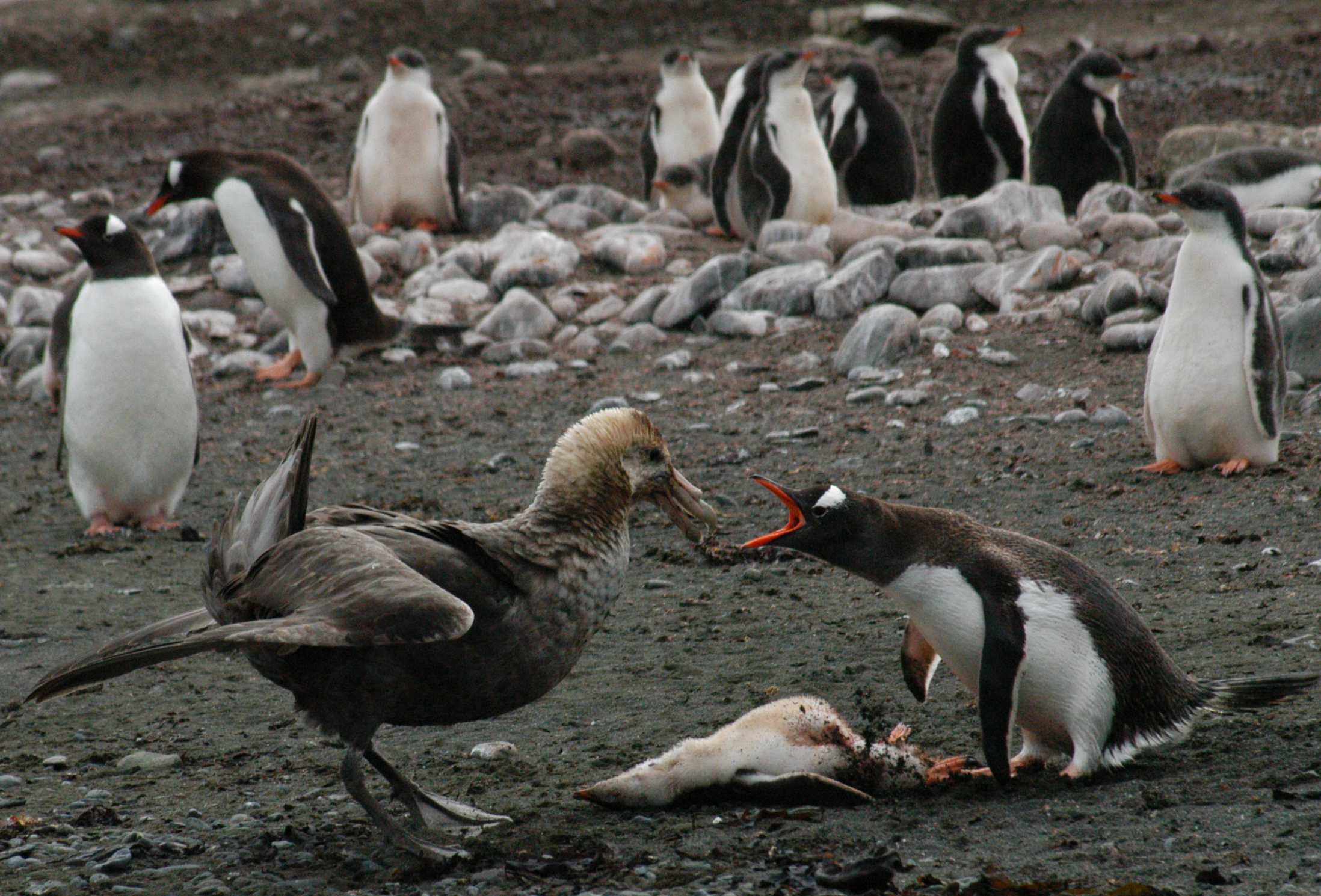
Manchot défendant un cadavre de juvénile contre le pétrel géant Macronectes giganteus

Les quelque régions de l'Antarctique oriental non-couvertes de glace constituent une région avec une biodiversité de type toundra connue sous le nom du désert antarctique Maudlandia (du nom de la Reine Maud), sans aucun arbre, ni arbustes, car seuls les lichens, mousses et algues adaptés aux grands froids et vents violents peuvent ici survivre (pour la flore). 
Les côtes abritent des oiseaux de mer, des manchots et des phoques qui se nourrissent dans les océans environnants, dont le manchot empereur, qui se reproduit de manière célèbre dans l'hiver antarctique sombre et glacial.
Les oiseaux incluent le fulmar méridional (Fulmarus glacialoides), le pétrel géant méridional (Macronectes giganteus), le pétrel du Cap (Daption capense), le pétrel des neiges (Pagodroma nivea), le petit pétrel de Wilson (Oceanites oceanicus), le grand sud skua polaire (Catharacta maccormicki) et pétrel antarctique (Thalassoica antarctica).
Les phoques de l'océan Antarctique comprennent le phoque léopard (Hydrurga leptonyx ), le phoque de Weddell (Leptonychotes weddellii), l'énorme phoque de l'éléphant méridional (Mirounga leonina), le phoque crabier (Lobodon carcinophagus) et le phoque de Ross (Ommatophoca rossii).
Il n'y a pas de gros animaux terrestres dans la toudra, mais outre des bactéries et divers microorganismes, on y trouve, les nématodes, des collemboles, des acariens et des moucherons qui colonisent les mousses et les lichens.

## Menaces et conservation
La majeure partie de l'Antarctique, isolée et extrêmement froide, est l'une des zones du monde les moins anthropisées. Elle est protégée par le Traité sur l'Antarctique, qui interdit le développement industriel, l'élimination des déchets et les essais nucléaires, Et la vallée de Barwick, l'une des vallées sèches, et Cryptogam Ridge sur le mont Melbourne sont des zones spécialement protégées pour leur vie végétale non perturbée.